# Балканы (футбольный клуб)
«Балканы» (укр. Футбольний клуб «Балкани») — украинский футбольный клуб из села Заря Одесской области. Двукратный чемпион (2015, 2016) и финалист Кубка Украины (2015) среди любительских команд.

## История
Зарянская команда основана в 2007 году. Свой футбольный путь начала с первенства Саратского района и неоднократно становилась его чемпионом. В 2013 году коллектив впервые в своей истории выиграл чемпионат Одесской области, а в 2014 году дебютировал в чемпионатах Украины среди любителей.
Чтобы стать чемпионом страны, зарянцам потребовалось два года: уже в 2015 году они сумели взойти на пьедестал, став четвёртым в истории Одесской области клубом (после «Днестра», «Ивана» и «Бастиона»), достигавшим этой вершины.
Осенью 2015 года «Балканы» установили ещё одно достижение для клубов Одесской области, пробившись в финал любительского Кубка Украины, где по сумме двух встреч уступили «Горняку» из Сосновки. А в июле 2016 года зарянский клуб стал первым, кому удалось дважды подряд выиграть чемпионат Украины среди любителей. Символично, что этот национальный рекорд был установлен спустя две недели после исторического для зарянского футбола события: 24 июня 2016 года ФК «Балканы» официально приняли в состав ПФЛ Украины. Соответствующий аттестат президент клуба Радослав Златов получил из рук президента ПФЛ Сергея Макарова на состоявшейся в столичном Доме футбола 25-й Конференции ПФЛ.
Будучи любительским клубом, в сезоне 2015/16 «Балканы» впервые в своей истории приняли участие в Кубке Украины. Обыграв в предварительном раунде клуб второй лиги «Скалу» Стрый, в 1/16 финала «зарянцы» минимально уступили финалисту Лиги Европы сезона 2014/15 — днепропетровскому «Днепру».
15 сентября 2016 года клуб был отмечен УЕФА в номинации «Лучший клуб» в рамках Дня массового футбола, который ежегодно проводится Европейским союзом футбольных ассоциаций. Зарянцы получили бронзовую медаль благодаря, как отметили в УЕФА, «существенному прогрессу, базируясь в одном из самых отдалённых уголков Украины».
В 2022 году, после вторжения в Украину российских войск руководством клуба было принято решение приостановить выступления в чемпионате Украины

## Достижения
- Чемпион Украины среди любительских команд — 2015, 2016
- Финалист Кубка Украины среди любительских команд — 2015
- Чемпион Одесской области — 2013
- Чемпион Одесской области среди сельских коллективов — 2011
- Обладатель Кубка Одесской области памяти Н. А. Трусевича — 2014, 2015
- Обладатель Кубка обладателей кубков ФФОО — 2015
- Обладатель Суперкубка Одесской области — 2015
- Обладатель Кубка Губернатора Одесской области — 2011
- Чемпион Саратского района — 2008, 2009, 2010, 2011, 2013, 2014
- Обладатель Кубка Саратского района — 2008, 2010, 2011, 2012

## Эмблема

до 2018
2018—2021